# Fate/strange Fake
『Fate/strange Fake』（フェイト ストレンジフェイク）は、成田良悟による『Fate/stay night』（Fateシリーズ）を題材としたスピンオフ小説作品（ライトノベル）。および森井しづきによる同作のコミカライズ作品。原作小説は電撃文庫から、漫画版はTYPE-MOON BOOKSから発刊。

## 概要
本作は、ゲームブランド「TYPE-MOON」の主幹コンテンツ「Fateシリーズ」のスピンアウト作品である。原作は2004年にアダルトゲームとして出発した『Fate/stay night』であり、それ以降も継続的に関連作品がゲーム・小説・漫画などの媒体から発表されてきた。本作もその流れの一環で制作されたものであるといえる。本作の刊行は2015年からのものだが、その原型の公開は2008年にまで遡る。本記事では特に指摘の無い場合は、刊行以前の発表作を便宜上「プロト版」とする。
当初は著者である成田良悟の個人ホームページ「RESISTANCE黒子SHOW」に、エイプリルフール企画として2008年4月1日に限定掲載されていた『Fake/states night』（以下、プロト版）というFateシリーズの二次創作小説だった。その際は『架空ゲームメーカー「悪悟屋」による商品紹介サイトであり、本日プロローグにあたる小説を公開した』という嘘の企画であった。
2009年2月21日発刊の『コンプティーク』増刊号のTYPE-MOON専門特集雑誌「TYPE-MOONエース」Vol.2に、別冊付録としてプロト版に加筆修正された冊子（以下、TMエース版）が収録され、Fateシリーズの正式な外伝作品『Fate/strange Fake』となった。なお、その際の装丁はTYPE-MOON公式レーベル「TYPE-MOON BOOKS」のパロディとなっており、レーベル名も「TYPE-MOON ACE BOOK」とされていた。また、このタイミングで初めて森井しづきによる挿絵と本作オリジナルキャラクターのデザインが公開された。
以降は、稀にTYPE-MOON総合企画の中で本作のキャラクターが登場したほかは、表立った展開はほぼ皆無に等しかったが、2014年7月27日に品川インターシティホールで開催された「Fate Project 最新情報発表会」にて、改めて本作が電撃文庫から小説シリーズとして発刊されると同時に、森井による漫画版もTYPE-MOON BOOKSから同時進行されることが発表された
小説版・漫画版共に第1巻は2015年1月10日に発売。なお、漫画版はこれまで一般書店に流通の無かったTYPE-MOON BOOKSからの発売ではあるが、本作はメディアパルを通す流通による一般書籍店での販売も行っている。
小説版は奈須きのこによる監修の下連載されている。

## あらすじ
日本の冬木市における第五次聖杯戦争から数年後、アメリカ西部に位置する地・スノーフィールドにて聖杯発現の予兆が見られた。魔術協会の調査の結果、これは何者かがオリジナルの聖杯戦争の技術を模倣したものである事が判明。不完全な模倣ゆえにシステムには欠陥が存在し、在るはずのクラスが欠け、選ばれるはずのないサーヴァントが呼び出される。そしてアメリカのとある国家機関の思惑により、都市の外からも多くの魔術師達が流れ込み、「偽りの聖杯戦争」が開幕する。
一方、スノーフィールドの先住民の総代であるティーネ・チェルクは、住民を守るために「偽りの聖杯戦争」に加わる。
他方、冬木市在住の女性アヤカ・サジョウは、フィリアを名乗る女性から5つの令呪と呪いを押し付けられたことをきっかけに、スノーフィールドに入る。そこでは、アメリカ陣営に属する魔術師・カーシュラが、セイバーを召喚しようとしていた。カーシュラがアヤカを拘束してまもなく、アサシンが現れ、その命を奪った。そして、セイバーとして召喚されたリチャードは、魔力の経路（パス）がその場にいたアヤカとなぜか接続されたことで現界を維持している。アヤカはフィリアの思惑に乗るまいと聖杯戦争への参加を拒絶するものの、マスターと勘違いされた成り行きもあり、セイバーと行動を共にする。
セイバー召喚の裏には、「偽りの聖杯戦争」を生贄にして「真なる聖杯戦争」を呼び起こすという黒幕たちの目的があり、「本物の聖杯戦争」の当事者たちも次々と召喚された。そのころ、コールズマン特殊矯正センターに収容されていた傭兵シグマは、「偽りの聖杯戦争」の主催者の一員であるフランチェスカ・プレラーティから、「真なる聖杯戦争」の参加を求められ、サーヴァントを召喚したところ、エクストラクラス・ウォッチャーを召喚してしまう。
聖杯戦争二日目、シグマはアサシンと対峙する。また、真アーチャーの前には、女神を名乗る人物が接触する。やがて真アーチャーは、ライダーのマスター・繰丘椿の入院先へと向かう。真アーチャーを止めに行く者など混乱が続くなか、ライダーは椿の孤独をいやすため、その場にいた者たちを彼女の夢の中へと引き込む。ライダーの夢から抜けた直後、バーサーカーのマスター、フラット・エスカルドスが頭部を射抜かれる。死したと思いきや「 ティア・エスカルドス 」という存在となって復活する。
同じころ、真バーサーカーとそのマスターであるハルリは、森の中で女神イシュタルの神殿を作ろうとしていた。そのさなか、黒幕たちは48時間後にスノーフィールドを浄化することにした。

## 登場人物
本作では一部のサーヴァントは真名で語られるが、本項では便宜上クラス名で記述する。
声の項は特記が無い限りスペシャルアニメ版における声優。

### セイバー陣営
アヤカ・サジョウ
声 - 花澤香菜
日本からスノーフィールド市へやってきた旅行者。年齢は10代後半ほどで、肩下の長さの髪を金色に染めた眼鏡をかけた女性。右手・右肩・背中・左肩・左手に令呪を持つが、魔術師ではない。日本の冬木市出身で、国内で後述の事象からの逃亡を続けていたが、故郷でフィリアから5つの令呪と呪いを押し付けられたことをきっかけに渡米し、セイバーと出会う。
冬木で実際の事件から発生した都市伝説の当事者。虐げられていたある少女のわずかな希望を蔑ろにして結果的に見殺しにしてしまったと思われる状況にあり、生前の少女との接点であったエレベーターに乗ると知覚してしまう「赤ずきんをかぶった少女」の幻影に苦しんでいるため、乗ることはもちろん設置されている建物に踏み入ることさえ警戒するほど極度にエレベーターを避けながら逃亡生活を続けている。
沙条綾香に名前・容姿共に酷似しているが別人である。その正体は人間ですらなく、月霊髄液が完成する以前のエルメロイの至上礼装である3つの魔力炉である。切嗣の工房爆破によって失われたと思われていたが、ある魔術師の夫妻によって玄木坂の蟬菜マンションに移送されるが、何かしらのアクシデントで、魔力炉が「赤ずきんをかぶった少女」の姿となり夫妻を殺害したのち、沙条綾香に擬態して逃亡しアインツベルンに捕らわれていた。
プロト版では、本ゲームの主人公「プレイヤー」と設定されていた。年齢性別とも特定されておらず、魔術師ですらない。召喚するサーヴァントもセイバーではなく、令呪の数に応じるようにペルセウスやヒュドラなど十数種類の中から5体を選択でき、その令呪を消費することで一時的に英霊を呼び出すことができるとされている。またその令呪は「ラスベガスにて白い髪と白い肌の美女から押し付けられたもの」とされている。

セイバー
声 - 小野友樹（2019年TVCM・テレビアニメ）
偽りの聖杯戦争の最後のサーヴァントとして召喚された剣士のサーヴァント。古い西洋の王侯を思わせる騎士風の男。偽りの聖杯戦争には本来セイバーのクラスは存在しないが、「偽りの聖杯戦争を生贄にして本物の聖杯戦争を呼び起こす」という目的のために召喚された。
真名はアーサー王の熱烈的な信仰者であったイングランドの王リチャード1世。召喚の触媒にはアーサー王ことアルトリアを召喚するため、聖剣エクスカリバーの鞘である「アヴァロン」を納めていた箱がフランチェスカにより用意されていたが、鞘の持ち主であるアルトリアではなく後年鞘を見つけて箱に納めた彼が召喚される。
宝具は、生前自分の持ち物を「エクスカリバー」と呼んでいた逸話が昇華した結果、どんな得物からでも光の斬撃を放つことができるようになる「永久に遠き勝利の剣（エクスカリバー）」と、自身と縁のある英霊の魂を座から転写し使役する「円き十字に獅子を奏でよ（ラウンズ・オブ・レオンハート）」。
更に『Fate/Grand Order』において追加された宝具は、「獅子吼よ詠え、颯颯たる煉獄を（ユートピー・ピュルガトワール）」、獅子心王は、軍略家としての策謀を巡らせるだけでなく、王でありながら誰よりも速く戦場を駆ける事もあった。そんな彼の無茶とも言える戦いぶりそのものが宝具と化した物である。
生前の十字軍遠征においては、当時の好敵手と戦を交わしていた時に乱入してきた死徒を好敵手と当時のハサン・サッバーハの3人がかりで討伐している。
ロクスレイ
セイバーに従属する7つの魂の一人。毒矢を武器にする。セイバー曰く、アサシンに迫る俊敏性の持ち主。
ライダーの結界内で彼と思われるフードで顔を隠した狩人のような男が登場している。
ピエール・バジル
セイバーに従属する7つの魂の一人。史実において、家族の敵討ちのためにリチャードを狙撃し、死のきっかけとなる傷を負わせたとされる弓兵。
過去の因縁を気にしていないセイバーとは対照的に、協力には応じたものの気まずそうにしている。
ウィリアム
セイバーに従属する7つの魂の一人。魔力を消費することで馬を召喚できる。
ライダーの結界内で彼と思われる馬に騎乗した騎兵槍を持つ男が登場している。
魔術師
セイバーに従属する7つの魂の一人。真名は不明。魔術による補助を担当。また、ジェスターとの繋がりを拒むアサシンへの魔力供給を代行している。
騎士
ライダーの結界内で登場した、無数の剣を背負っている異様な風体の男。

### アーチャー陣営
ティーネ・チェルク（Tine Chelc）
声 - 諸星すみれ
アーチャーのマスター。褐色肌に艶やかな黒髪、白いドレスを纏う10代前半の少女。父の跡を継いで、スノーフィールドの魔術都市化によって生活圏を脅かされている先住民たちの総代を務めており、侵略者である行政とそれと結託する魔術師を排除するために聖杯戦争に参加する。可憐な見た目とは裏腹に、組織の総代として子供らしい感情などは捨て去っているが、そのような有り様に対し、アーチャーからは「少しは幼童らしくせよ。」と下知されている。また、その際にアーチャーが蔵から取り出したものの使用しなかった「若返りの妙薬」を下賜される。
アーチャーのことは契約前から「偉大なる王」として礼を尽くして接しており、マスターとなってからも臣下のように侍るうちに、その強大な力や威光を目の当たりにして真の崇敬を抱くようになっている。
魔術師としてはスノーフィールドの霊脈を利用した魔術を使用する。彼女の扱う魔術は強力であり、その詠唱は無音にして一瞬。ただしスノーフィールドの地限定のものであり、スノーフィールドの外に出れば一般人同様、全く魔術を使うことはできない。

アーチャー
声 - 関智一
- 身長：182cm / 体重：63kg / 属性：混沌・善
- パラメータ： 筋力：B / 耐久：B / 敏捷：B / 魔力：A / 幸運：A / 宝具：EX
- スキル： 対魔力：C / 単独行動：A / 黄金律：A / 神性：B（A+）

偽りの聖杯戦争における弓兵のサーヴァント。真名は古代ウルクに君臨した史上最古の英雄王ギルガメッシュ。「黄金郷の『蔵』の鍵」を触媒に、ある魔術師によって召喚されたが、魔術師は直後にティーネに殺害され、彼女と契約する。圧倒的な実力と威厳の持ち主で、当初は偽りの聖杯戦争への興味も薄かったが、旧友・エルキドゥが召喚されたことを察してからは有り余る戦意を滾らせている。触媒となった鍵については「我の蔵から盗みを働く者は存在しなかった。」ことから不要として、召喚場所である洞窟に捨て置いたために、後に窮地に陥ることになる。
宝具は、彼が収集した数多の宝具の原典を貯蔵する庫「王の財宝（ゲート・オブ・バビロン）」。そして「乖離剣・エア」による強力無比な対界宝具「天地乖離す開闢の星（エヌマ・エリシュ）」。
『Fate/stay night』を始めとする多くのFateシリーズに登場しているキャラクター。実際に作中で、過去に冬木の聖杯戦争で召喚されて勝ち残った英霊として名前が挙げられている。
ギルガメッシュ(アルターエゴ)
イシュタルと真バーサーカーにしてやられ、霊核を砕かれる致命傷を負ったアーチャーがマスターのティーネによりスノーフィールドの大地の魔力を使ってかろうじて崩壊する霊基を維持するも、それだけでは仮死状態のまま留めるのが関の山であった。
しかし、物語の序盤で「若返りの秘薬」を王から賜っていた事を思い出したティーネは、逆行の作用を持つそれを半分ほど使って処置を施す。更にイシュタルがギルガメッシュの霊基から神性を全て奪い、冥府に旅立った直後な事。その他いくつかの要素が絡み合った結果、同一でありながら全く異質な人間として純化したウルクの王という存在。
その正体は、本来であれば有り得ざる英雄王ギルガメッシュのイフの姿である。一人称も我(ボク)となっている。

### ランサー陣営
銀狼の合成獣（キメラ）
ランサーのマスター。ある魔術師によって「エジプトにて『神』となった者達」を召喚するための触媒として造られた、銀狼の合成獣。しかし令呪を宿してしまったがために創造主に命を狙われ、傷を負った際の「生きる」という本能的な思いと咆哮によってランサーを召喚する。創造主によって並の魔術師を遥かに超える魔術回路を組み込まれているが、その代償として肉体の寿命が生物として極端に短い。
ランサー
声 - 小林ゆう
- 身長：可変 / 体重：可変 / 属性：中立・中庸
- パラメータ： 筋力：－ / 耐久：－ / 敏捷：－ / 魔力：－ / 幸運：－ / 宝具：A++
- スキル： 対魔力：－ / 変容：A / 気配感知：A+

偽りの聖杯戦争における槍兵のサーヴァント。簡素な服装に男とも女とも取れる柔和な風貌で、その精緻さは人間というより人形に近い。温和な性格でマスターや自然を大切に想っているが、マスターを虐待した魔術師を一睨みで追い払う威厳もうかがえる。「獣の言葉」を理解できるため、自らのマスターと意思疎通ができる。また最高クラスの「気配感知」スキルを持ち、サーヴァントはおろか遠く離れた場所の水源の気配すらをも感知できる。なおバーサーカーとして召喚されていた場合、神に匹敵する実力を行使したと言われる。
真名はエルキドゥ。かつてギルガメッシュの離反に危機感を覚えた神々によって造られた神造兵器。古代ウルクの街の広場での決闘の果てに、黄金の王ギルガメッシュと認め合あった唯一無二の友であり、自らもギルガメッシュに勝るとも劣らない強大な力を持つ。当初は泥人形の風貌だったが、地上での聖娼シャムハトとの邂逅により、多くの力と引き換えに知性と人の形を得た。宝具は自らを神造兵器へと変え、「抑止力」の力を自らへ流し込んで放つ一撃「人よ、神を繋ぎ止めよう（エヌマ・エリシュ）」と、地面から槍や鎖を創造する「民の叡智（エイジ・オブ・バビロン）」。
『Fate/Zero』・『Fate/EXTRA CCC』でのギルガメッシュの回想シーンで触れられており、本作でビジュアルと設定が詳しく判明した。『Fate/Grand Order』には本作を準拠した設定で登場している。

### バーサーカー陣営
フラット・エスカルドス（Flat Escardos）
声 - 松岡禎丞
バーサーカーのマスター。時計塔に所属する魔術師の若者で、ロード・エルメロイII世の最古参にあたる弟子。地中海に基盤を持つ古い魔術師の家の長男であり、過去に類を見ない魔術回路とそれを制御する才能を持ちあわせる。しかし神秘の秘匿をはじめとする魔術師としての合理性等が著しく欠けているため多くの教授から見放され、エルメロイII世の元に落ち着いている。以来、時計塔の学生でもトップクラスの成績を得たが、その実力を上回るほど性格面に問題があるために卒業は見送られている。性格は壊滅的に魔術師に向いていないが、その才能と技能は極めて優秀で、他の魔術式を解析した上で介入し、また改ざんすることが得意。自分から干渉して魔術を仕掛けるときには「ゲームセレクト（介入開始）/　ゲームオーバー（観測完了）」、他の術式に干渉するときには「プレイボール（対処開始・干渉開始）/ゲームセット（状況終熄）」と詠唱する。
魔術属性は希少な「空」で、作中でフラットに対した魔術師たちは「満たされた虚ろ」と評している。ある目標をもって魔術を研鑽し続けた古い家系の一大成果が顕れた者と目標を知る古い魔術師などからは見なされているが、その目標が現代の家門ではあやふやになっていることもあって、両親からも強大な異能をおそれられ何度か暗殺されかけている。そんな自分を見捨てず指導し続けているロード・エルメロイII世を「時計塔で魔術を使わない考察と交渉で教授に勝てる人なんていない」「魔術の腕前が低い代わりに凄く凄く強い人」と尊敬して慕っており、帰属意識としては「エルメロイ教室」にあるため、ロードを始めとした教室の面々の在り方を裏切ることはしないと自分を律している。
時計塔の極秘会議を興味本位で盗聴し、好奇心から聖杯戦争への参加を希望、エルメロイII世が譲った懸賞品を自分に授けてくれた英霊召喚の触媒と勘違いして渡米し、バーサーカーを召喚する。聖杯戦争でもマイペースを崩さず行動していたが、ライダーにより引き起こされた異変を感じ取り、キャスター陣営やハンザと協力して事態の解決を図る。
ティア・エスカルドス
ファルデウス・ディオランドの指揮する部隊によって狙撃され、死亡したフラットから出現した存在。子孫にすら忘れられたエスカルドス家1800年の悲願。ティアの誕生には、エスカルドス家の祖であるメサラ・エスカルドスが深く関わっている。現在で言うところのモナコ公国に工房を構え、魔法使いや高名な魔術師達と交友を持っていた彼はキシュア・ゼルレッチ・シュバインオーグから聞いたたとえ話『この世界と並び歩みながら、この世界とは異なる無数の可能性』その希望に端を発した彼の『夢』は、大半の魔術師に「不可能だ」と笑われ、長い時をかける必要などなく、誰かの身体を改造すれば終わる話だと言う者もいたが、メサラは進化の末に辿り着かなければ意味がないと考えていた。最終的に、その成就がもたらす結果まで理解したことで賛同こそしなかったものの真剣に耳を傾けたのはゼルレッチとヴァン=フェムの2名であり、彼らとの議論の末に己の生涯、後に続く血脈までをも材料として計画に注ぎ込んだ。それだけならば魔術師の家系にはよくあることではあったが、メサラのそれが異質だったのは、後に生まれてくる子孫を一切信用しなかったことである。彼は自分の子孫が名誉欲で『自分が「それ」になる』と魔術回路の進化系統や魔術刻印に手を加えることを怖れ、血統が長く続くにつれて家の目的が徐々に失伝するように仕向けたのである。そうしてメサラの思惑通り、時計塔において『歴史倒れのエスカルドス』と揶揄され、子孫達すらも『エスカルドス家には命題などない、歴史だけの家系だ』と思い込んでいた1800年後に、フラットは誕生した。それまでの家系に付けられた汚名を返上するかのように魔術師として天性の才能を持って生まれたフラットだったが、彼の真の役割は自身の消滅とともに『新しい霊長』であるティア・エスカルドスを産み落とすことであった。
物体に様々な魔術を籠め、限界近くまで加速させて射出する魔力加速砲「空洞異譚/忘却は祝祭に至れり（ア・クロックワーク・アバドーン）」という魔術を事実上の宝具として使用する。もう１つ宝具があるが詳細不明。
バーサーカー
声 - 堀内賢雄
- 身長：変身対象によって変動 / 体重： 変身対象によって変動 / 属性：中立・悪
- パラメータ： 筋力：－ / 耐久：－ / 敏捷：－ / 魔力：－ / 幸運：－ / 宝具：B
- スキル： 狂化：－ / 千貌：A / 霧夜の散歩者：B

偽りの聖杯戦争における狂戦士のサーヴァント。フラットがロード・エルメロイII世から貰った、あるゲーム会社の懸賞品「『ジャック・ザ・リッパーの銘入りナイフ』のレプリカ」によって召喚された。バーサーカーではあるものの理性を維持しており、紳士的な口調でマスターにも従順な態度を取る。これは彼が元より狂気を象徴とするために波長が合ったためで、仮にバーサーカー以外のクラスで顕現した場合、マスターの身体を乗っ取り狂気のままに周囲の人間を殺戮すると言われている。
真名は不明。ただし一般的に切り裂きジャック（ジャック・ザ・リッパー）と呼ばれているものである。正体不明である切り裂きジャックの伝説から狂気という記号の象徴として生み出された存在で、厳密な意味での切り裂きジャック本人ではない。本人も切り裂きジャックの正体を知らず、聖杯にはそれを知ることを願いとしている。「誰でもない」が故に普段は実体を持たず、あらゆるものに変身して実体化することが可能。人物だけでなく、動物や無機物に至るまで変身が可能であり、性能も変身したものに近づく。普段はフラットの意向で、彼の腕時計に変身している。宝具はその姿を幻想種としての悪魔の姿に変じさせる「悪霧は倫敦の暁と共に滅び逝きて（フロム・ヘル）」と多数の分身を造ることができる「其は惨劇の終焉に値せず（ナチュラルボーンキラーズ）」。
彼をアサシンで召喚するか、少女の姿に変身しようとすると必ず『Fate/Apocrypha』で登場した黒のアサシンの姿となる。

### アサシン陣営
ジェスター・カルトゥーレ（Jester Karture）
声 - 橘龍丸
アサシンのマスター。「六連男装」の異名を持つ死徒。召喚直後に弟子の魔術師たち諸共殺される形でアサシンに離反されるが、その純粋すぎる信念に異常なまでの感動を覚え、以後はそれを肉体的・精神的に陥落させることに執着する。
体内に6つの概念核（魂）を備えており、それを入れ替えることによって体を変換して使い分ける能力を持っている。魔術師としての概念核はアサシンによって破壊されており、以後は死徒の体を主体として行動する。死徒としては、人間を吸収する赤い影を操る能力を持つ。また、逃亡や攪乱のために10歳ほどの少年や赤毛の人狼の姿にも変身している。本来の姿は女性であり、全ての概念核を使い切ると本来の姿に戻る。
アサシン
声 - Lynn
- 身長：163cm / 体重：53kg / 属性：秩序・善
- パラメータ： 筋力：C / 耐久：B / 敏捷：A / 魔力：C / 幸運：D / 宝具：B+
- スキル： 気配遮断：A- / 狂信：A

偽りの聖杯戦争における暗殺者のサーヴァント。黒いローブを纏った「美しき暗殺者」の女性。ジェスターによって召喚されたが、即座に弟子ごと殺害して出奔し、単独行動をとる。
その生きた時代は19代目の山の翁「百の貌」のハサン・サッバーハの時代と重なる。女性ながらその熱烈な信仰心によって教団の長である「山の翁」を目指し、過去の「山の翁」が究めた18の奇跡を全て会得した狂信者。類稀な才覚であったがオリジナルの奇跡を生み出すことができず、なによりその異常な執心と才覚を恐れられたことから19代目の「山の翁」となることはできなかった。信仰に対しては謙虚であり、「山の翁」になれなかったことも「己の信仰の未熟」としか捉えていない。一方で異端には厳しく、異教徒の信仰対象である聖杯も認めていない。そのため過去の聖杯戦争で「山の翁」たちが聖杯を求めたという事実を悲しみ、「山の翁」たちを狂わせた聖杯戦争と魔術師たちを殲滅することを目的としている。異端には厳しいものの、同じ神を崇める者を巻き込む、それでない者も改宗の芽があるかもしれないとの理由から見境のない殺戮は肯定しておらず、またそのあまりに一途な信仰心から伏して機会をうかがうことができないという暗殺者としては致命的な欠点があり、彼女の暗殺者というより戦士に近い真っ直ぐな気質がハサンの名を継ぐことができなかった理由の一つにもなっている。
ジェスターからの出奔後は他の陣営のマスターや途中参加を目論む魔術師に対し襲撃を続けていたが、キャスター陣営襲撃の際にジェスターの生存と「自分が彼女の魔力で現界を維持している」という事実を知り、今度こそ彼女を討つため、聖杯への執着が薄かったセイバー、ランサー、シグマと休戦協定を結ぶ。
宝具は前述の18の御業の具現化である「幻想血統（ザバーニーヤ）」。ただし歴代の翁の奇跡とは多少の差異があり、性能もオリジナルに劣るもの・優るものが存在する。

### キャスター陣営
オーランド・リーヴ（Orlando Reeve）
声 - 羽多野渉
キャスターのマスター。スノーフィールドの警察署長を務める魔術師の男性。ファルデウスに与しているいわば聖杯戦争の主催側の人間であり、偽りの聖杯戦争を正義と断じている。その職権を駆使してスノーフィールド市内に監視の目を張っている。キャスターによって製造された宝具を選抜された部下たち「二十八人の怪物（クラン・カラティン）」に持たせ、「人間による英霊の打倒」という作戦を立案している。
警察署全体を自身の工房へと変化させており、特殊な銃弾によって悪霊や魔獣の召喚といった様々な術式を起動させられる。また、キャスターが製作した宝具の日本刀も使用する。
キャスター
声 - 森久保祥太郎
偽りの聖杯戦争における魔術師のサーヴァント。気さくな性格で食事や女性など豪遊を好み、マスターであるオーランドを兄弟と呼ぶ男性。現代に良く溶け込んでおり、与えられた作業の傍らインターネットで情報の収集を行っている。聖杯にかける願いは特に持っておらず、聖杯戦争の過程と結末におけるドラマを求めている。
真名は19世紀のフランスの小説家アレクサンドル・デュマ。生前に剽窃騒動で「本物よりも俺のほうがおもしれぇだろ？」と言った故事から「本物を越える贋物を作成する」という能力を持ち、オーランドからは専ら「二十八人の怪物」の武器となる宝具の昇華に没頭するように命じられている。自身は脚本の修正が得意と主張しており、またオーランドも知らない宝具があると述懐している。事実、彼の扱うパソコンには普通であれば手に入れることができない聖杯戦争に関わる情報が浮かび上がっている。
宝具は既存物の逸話を改稿して疑似宝具を作成する「遥か終わらじの食遊綺譚（グラン・ディクショネール・ド・キュイジーヌ）」と、特定対象者の力を底上げさせる支援型の「銃士達よ、風車に挑め（マスケティアーズ・マスカレイド）」。
ジョン・ウィンガード
「二十八人の怪物」の一人である警官。28歳。ジェスターに襲撃された時に右手を奪われてしまう。それでも警官としてジェスターのような人物には負けるわけにはいかないと戦意を表明し、義手を求める。キャスターは彼のためにヒュドラの毒短剣を下地にした贋作宝具を『改稿』している。
キャスターによれば、魔術師の家系の次男で幼少期に母を亡くした経験をきっかけに警官を志したとされるが、ジョン本人はただの「復讐」と自虐している。
ヴェラ・レヴィット
声 - 東城日沙子
「二十八人の怪物」の一人である女性警官で、オーランドの側近である。

### ライダー陣営
繰丘椿（くるおか つばき）
声 - 古賀葵
ライダーのマスター。スノーフィールド中央病院に入院している10歳の少女。入院当初より意識はなく、1年あまり昏睡状態を続けている。原因は脳に巣食う細菌であり、これは両親が冬木の聖杯戦争を主催した御三家と呼ばれる魔術師の一家である「マキリ（間桐/まとう）」の魔術「蟲使い」を応用して魔術回路の増大を図った事による副作用である。その施術は苦痛を伴うが、痛がることで両親の愛情を失う事を恐れていた。実際に両親の愛情を受けてはいたが、その愛情は椿自身ではなく椿の魔術師としての将来に向けられたものであった。
昏睡状態の中、「現実の光景を夢の中に投影する」という魔術を開花させている。この夢は街の隅々にいたるまで精密に再現しているが、無機物のみで生物は存在しない上、現実に干渉する能力は持たない。その夢の中で召喚されたライダーと契約を果たしたが、彼女自身に聖杯戦争に関する知識はない。なおライダーの力によって、ライダーの影響下の人間の意識を実体として呼び寄せることができるようになっている。ライダーの分身と衝突した使い魔が病に感染したことで夢に引き込まれ、そこから椿が動物を望んだことでスノーフィールド市内の動物達へと感染がさらに拡大し始める。さらには椿の何気ない言葉を聞き入れたライダーが感染範囲を人間にまで広げたことで、スノーフィールドを脱出不能の牢獄へと変えることになる。
ライダー
- 身長および体重：感染、拡散状況によって変化（最小でパルボウイルスと同程度） / 属性：中立・中庸
- パラメータ： 筋力：E / 耐久：A / 敏捷：B / 魔力：A / 幸運：C / 宝具：EX
- スキル： 対魔力：C / 騎乗：EX / 感染：A / 無辜の世界：EX / 冥界の導き：EX

偽りの聖杯戦争における騎乗兵のサーヴァント。椿が投影している夢の中で召喚されており、彼女からは「まっくろさん」とも呼ばれている。実体らしき実体は持たず、椿から見ても「暗がり」に過ぎない。生物ですらないため知性などは存在せず、自らの能力の範囲内で、椿の願望を実行するだけの存在となっている。実体がないため複数に分裂することもでき、また現実世界にも干渉することが可能である。
その正体は「病」という災厄そのもの。風や水、動物などに乗って多くの感染症を引き起こし、またヨハネの黙示録において「ペイルライダー」という二つ名で擬似的な人格を与えられたことに由来する。エルキドゥの見立てでは「この世全ての悪」の「泥」と融合して、聖杯を汚染すれば星が滅亡しかねない事態になると危惧されている。宝具はマスターを起点に結界を展開、結界内部を擬似的な冥界とする「来たれ、冥き途よ、来たれ（ドゥームズデイ・カム）」、結界内にいる他者に「死」を与える物を具現化し行使する「剣、飢饉、死、獣（かごめ、かごめ）」で、呼び方は各キャラクターによって異なっている。
繰丘夕鶴（くるおか ゆうかく）
声 - 細川祥央
椿の父。年齢は30代ほど。オーランドらと共闘を約定していた、偽りの聖杯戦争の主催者側の魔術師。以前より妻と共に冬木の聖杯戦争を研究しており、その経過でマキリの魔術を椿に流用させている。椿に対しては魔術師の娘としての愛情は与えているものの一般的な娘としての愛情は感じておらず、椿が昏倒した現在はただ彼女の持つ優秀な魔術回路と血筋を絶やさないための生殖機能の無事のみを考えている。
始皇帝を召喚して聖杯戦争参加を図っていたが、その前に「両親に会いたい」という椿の願いを実行したライダーの病に感染して夫婦揃って昏倒する。元々の意識を失い、夢の中で椿の望む光景を実現するための操り人形となっていた。後にライダーの支配から解放されるが、椿の手を切断して令呪を奪おうと画策したため、怒りを覚えたシグマによって行動不能にされる。

### 真アサシン陣営
ファルデウス・ディオランド
声 - 榎木淳弥
偽りの聖杯戦争を設定した人物の一人で、真アサシンのマスター。アメリカ合衆国のとある組織に属している若い魔術師。偽りの聖杯戦争開幕以前は魔術協会に潜入し、ランガルの弟子として活動していた。ランガルがスノーフィールドの現地調査を始めると正体を現して離反し、「宣戦布告」兼「聖杯戦争の宣伝」を行った。
彼の家系は人形を使う魔術師の家系で、先祖は第三次聖杯戦争に小人の姿をしたハサンを召喚して参戦していた。当時の出来事は人形を介して一族に広く伝えられており、祖父の代から合衆国に取り入る形で偽りの聖杯戦争の準備を進めてきた。
魔術師ではあるが魔術による実力行使に拘らず、卓越した狙撃技術を持つ近代兵装部隊を率いる。また同盟者であるオーランド以上の監視網をスノーフィールド内に巡らしており、聖杯戦争の全貌の把握に努めている。
序盤では偽りの聖杯戦争に参加し損ねた銀狼の創造主を始末し、セイバーの召喚を確認した後には自ら真アサシンを召喚し、真なる聖杯戦争に参戦する。
真アサシン
- スキル： 気配遮断：EX / 影灯籠：A

ファルデウスに召喚された暗殺者のサーヴァント。2人目のアサシン。性別は男性。闇の中に完全に紛れていて、ファルデウスが視認できたのは歪に歪んだ髑髏面だけでそれ以外は確認不能。ファルデウスに人殺しをしてでも自らの信念を貫く覚悟はあるかと問いかける。
真名はハサン・サッバーハ。通称幽弋のハサン。 能力値の総合値こそは他のハサンと比べると低いが、EXランクの気配遮断と影に同化するスキルを持つ文字通り闇に溶け込む暗殺者。宝具は、己の『死』を呼び水に世界の影と同化することで擬似的な死の概念と化し、対象を冥界に引きずり込む「瞑想神経（ザバーニーヤ）」。
その正体は元から暗殺者でもなく何の縁もゆかりもなかった人物。暗殺教団とは全く異なる信仰を持たない集団によって科学・呪術・錬金術などで徹底的な改造を施され、人の身でありながら、冥府そのものを身体に宿したかのような深い影を纏う死の化身となった、人間兵器とも呼べる存在である。最終的には組織は崩壊し、誰かに助けられたようだが、自身の存在理由が解らないまま1人放浪していた。放浪の果てに『アズライールの聖廟』へとたどり着き、そこで初代ハサン山の翁と出会ったことで「彼の影となることが自分の運命であった」と悟り、初代の刃を受けた。そうして「死の先払い」によって晩鐘を聞くことなくその命を終えた彼は、滅びる事のできない1つの『影』として世界に焼き付けられた。

アルドラ
声 - 金田愛
ファルデウスの部下の女性。コールズマン特殊矯正センターの地下にあるオフィスで、他の同僚たちとともにスノーフィールドの監視を行っている。

### 真アーチャー陣営
バズディロット・コーデリオン
本物の聖杯戦争のマスターとしてスクラディオ・ファミリーから派遣された魔術師である真アーチャーのマスター。魔術師を擁するマフィア、スクラディオ・ファミリーの中でも随一の危険人物で、フランチェスカから「毒鮫」という渾名を付けられる。また、メンタリティや帰属意識は魔術師よりはマフィアとしてのものである。
冬木の大聖杯から採取した具現化した呪いの「泥」に触れていても一切変化することがなく、自分の魔術にも平然と利用する。
第五次聖杯戦争にてキャスターを召喚したアトラム・ガリアスタが開発・使用していた人間を生贄にして魔力の結晶である「マナ」を抽出精製する装置を流用しており、主に組織に敵対した2万人余の素材を使って製造した「マナ」によってアルケイデスの消費する膨大な魔力を賄っている。
アヴェンジャー / 真アーチャー
- 身長：203cm / 体重：141kg / 属性：混沌・悪
- パラメータ： 筋力：A / 耐久：B / 敏捷：A / 魔力：A / 幸運：B / 宝具：A++
- スキル： 復讐者：A / 対魔力：A / 単独行動：C / 歪曲：A / 心眼（真）：B / 勇猛：E / 戦闘続行：A+

2人目の弓兵のサーヴァント。全身を赤黒い染料で染め、さらに白い紋様を描いた2mを超える痩身の体に頭頂部から前後を布で隠している男。レーザーの如き矢を放つ卓越した狙撃能力を持つ。手段は不明だがギルガメッシュの「王の財宝」の数千発同時斉射にさらされても無傷でいたり、能力値の総合値においてはギルガメッシュを上回っているなど強力なサーヴァント。
元々の召喚ではアーチャークラスとして召喚されていたが、3画の令呪と冬木の聖杯の呪いの「泥」、そしてバズディロットの支配魔術の併用によってアヴェンジャーとしての性質を付与された結果、神々への復讐が聖杯に賭ける望みとして変質してしまう。そのため例えバーサーカーの状態であったとしても自身にとっての禁忌である「幼子を手にかける」ことさえ可能になっている。変質した後に名乗る真名は彼が召喚された時でのギリシャの大英雄として知られる名ではなく、人としての幼名であるアルケイデスと名乗る。宝具は生前の試練をねじ伏せた証の数々を具現化させる「十二の栄光（キングス・オーダー）」、流派：射殺す百頭と言うべき技術「射殺す百頭（ナインライブズ）」、他人の宝具を奪い取る「天つ風の簒奪者（リインカーネーション・パンドーラ ）」。
ガルヴァロッソ・スクラディオ
魔術師を擁するマフィア、スクラディオ・ファミリーのボス。魔術師達に研究成果の移譲などの報酬を要求しないで自らの傘下に収め、拡大を続けた結果、合衆国政府にも伝手を出せるほどの権力を持っている。
齢100歳を超えて尚、部下の思惑により無理やり魔術で延命させられている状態にあったが、ファルデウスの命令を受けた真アサシンの前で穏やかで安らかな死を迎える。

### 真ライダー陣営
ドリス・ルセンドラ
真ライダーのマスター。強化魔術の極北であるルセンドラ家の末娘。アメリカ政府側に雇われた魔術師で、真ライダーの召喚後はファルデウスに非協力的で連絡を絶っている。8巻でようやく登場。
フランチェスカの手筈通り真ライダーを召喚したが、召喚した直後に現れたエルメロイ教室のメンバーである遠坂凛と交戦。
互角に立ち回るも敗北し、決定的なトドメを刺されかけるところを真ライダーに止められ、そのまま令呪とマスター権をエルメロイ教室に譲渡した経緯が明らかにされた。
エルメロイ教室の生徒達
ルヴィアゼリッタ・エーデルフェルト、遠坂凛、カウレス・フォルヴェッジ、イヴェット・L・レーマン、ヴェルナー・シザームンド、ローランド・ベルジンスキー、ラディア＆ナジカ・ペンテル姉妹、フェズグラム・ヴォル・センベルン、オルグ・ラムの他30名である。
真ライダー
- 身長：159cm / 体重：50kg / 属性：秩序・善
- パラメータ： 筋力：B / 耐久：B / 敏捷：A / 魔力：C / 幸運：D / 宝具：A
- スキル： 対魔力：C / 騎乗：A / カリスマ：B / 神性：B

2人目の騎乗兵のサーヴァント。馬に騎乗した健康な色の肌をし後頭部に結い上げた髪を持ち、柔らかい布と革が合わさった衣装に包んだ十代後半の外見をした少女。2人目のアーチャーを外道と呼び自分の獲物とみなしている。ギルガメッシュの「王の財宝」ですら傷つかなかった真アーチャーを容易に殴り飛ばしている。
真名はヒッポリュテ。かつてヘラクレスに殺されたアマゾネスの女王。宝具は自らの能力の向上を行う帯「戦神の軍帯（ゴッデス・オブ・ウォー）」と馬上から己の身長もある巨大な戦斧を振るう「傲慢覆す怒り（ヒュブリン・アナトレポーン・エリーニュエス）」非常にシンプルでただそれだけではあるが、一つの極致に達したそれは、聖剣エクスカリバーに次ぐほどの高い威力を叩き出し、台風そのものを一刀両断するほどの威力がある。

### ウォッチャー陣営
シグマ
声 - 梶原岳人
コールズマン特殊矯正センターの独房にいる者たちの一人である若き傭兵の青年。幼い頃に引き離された母親は冬木の第四次聖杯戦争で衛宮切嗣の助手として従事して既に死亡している。真なる聖杯戦争への参加という依頼を受けて解放された後にサーヴァントを召喚するが、エクストラクラスであるウォッチャーを召喚し、その影法師達からは「ランサーになる」と言われる。何もない人生を送ってきた彼だが、自分が確認できている欲求として「痛いのは嫌、死にたくない」というもの。
プロト版の「プレイヤー」の要素を持った第二の人物。
ウォッチャー
シグマが召喚したエクストラクラス「番人（ウォッチャー）」のクラスであるサーヴァント。フランチェスカの意向により召喚に際し触媒は用いられておらず、英雄や神魔という部類ではなく現象と呼ぶべき存在。シグマに見えた存在として「蝋の翼を背負う少年」、「蛇が巻き付いた杖を持つ少年」、サーヴァントとして召喚されればライダーかアヴェンジャーとして召喚されると口にする「自らを船長と称する義足の初老の男」たちだが、彼らは共通して何かの無念や憎しみを語り、物理的な干渉は一切できず、本来のサーヴァントではないために宝具すら持たず、一様にウォッチャーの影法師だと称する。影法師達によるとウォッチャーは、シグマが生きながらランサーになるための障壁にして見張り番として苦難を与える存在だという。スノーフィールドの上空にいるウォッチャー自身の姿は剣を咥えた巨大な鯨の形をした神獣と形容できる姿をしている。ウォッチャー自身の能力は召喚されてからの事象を客観的に観測するもの。情報収集という観点ではこの聖杯戦争の中では最大のもので、この能力を知られたら確実に他の参加者から狙われるという。

### 真バーサーカー陣営
ハルリ・ボルザーク
本物の聖杯戦争のマスターとして政府に雇われた魔術師の女性。黒魔術を扱うが、主に自分自身の血液を媒介として扱う。祖父であるオッド・ボルザークの死後に自分の全てを奪った魔術社会への復讐を目的として参戦し、真バーサーカーを召喚する。召喚時に瀕死の重傷を負うが、フィリアの救命措置と介入を受け彼女と行動を共にすることになる。
真バーサーカー
2騎目の狂戦士のサーヴァント。獅子の頭をした機械人形という英霊とは言い難い姿をしている。「エジソン」が召喚されるはずだったが、触媒にマズダなるものが使われたことによって、フィリアの肉体を乗っ取る英霊以上の力を持つイシュタルも同時に召喚されてしまう事態となる。
真名はフワワ。『ギルガメシュ叙事詩』に登場する怪物。
フィリア
スノーフィールドに現れた、赤眼白髪に白い肌の美しい女性。年齢は20歳前後。その特徴から、冬木における聖杯戦争を主導した魔術師の家系であるアインツベルン謹製のホムンクルスと魔術師たちから噂されている。アインツベルンとは何らかの理由で決別し、アヤカをスノーフィールドに差し向け自らも乗り込むが、真バーサーカーの召喚の場に居合わせたことで、触媒の影響で引き寄せられたイシュタルの器となってしまう。
イシュタル
フィリアを器として降臨した古代メソポタミア神話の女神。アーチャーの召喚触媒である「鍵」を入手して「王の財宝」を封じるなどの暴挙を行う。真アーチャーは「神の残した呪詛」と推測し、真キャスターは「壊れた女神のデータ」と称している。
疑似サーヴァントとしてのイシュタルのいる『Fate/Grand Order』の世界からグガランナを強奪したことが示唆されている。

### 真キャスター陣営
フランチェスカ・プレラーティ
声 - 内田真礼
ゴシックロリータ風の衣装に身を包む、10代半ばほどの少女。偽りの聖杯戦争の主催者側に身を置いており、オーランドと面識を持っているが、彼に対しては「若造」と呼び、彼からも「老害」と疎まれている。冬木の聖杯戦争についての知識も持ち合わせている発言をしており、アーサー王を「アルトちゃん」呼ばわりし、聖杯戦争のシステムそのものへの害意を観測した際に特別に召喚され、聖杯戦争の調停を司る8人目のサーヴァントである調停者（ルーラー）のクラスで召喚されるかもしれないジャンヌ・ダルクに執着を見せている。肉体を定時的に取り替えているらしく、現在の肉体は3年前から使用している。服の下の肌には人間の歯のような物でできたファスナーがある。魔術の世界における重鎮たちに幾度も肉体を破壊されてきているが、それでも平然と生き延びている。自らも真なる聖杯戦争の参加者として英霊としての自分自身である真キャスターを召喚する。
その正体は、ゼウスらと共にオリュンポス十二神の艦隊を補助するプログラム「アーテー」が「情報の波」として世界に溶け込み、集合した神霊である。かつてはフランソワ・プレラーティの名前を持っていたが、今は少女の姿であるために女性名のフランチェスカと名乗っている。
「Fate Project 最新情報発表会」で公開されたPVでは、彼女のみキャストによるボイスがつけられている。
真キャスター
- 身長：152cm / 体重：38kg / 属性：混沌・悪
- パラメータ： 筋力：E / 耐久：D / 敏捷：C / 魔力：A / 幸運：B / 宝具：A
- スキル： 陣地作成：B / 道具作成：B / 幻術：A / 精霊の弟子：B / 神性：E-

フランチェスカが自らの存在を触媒として召喚した2人目の魔術師のサーヴァント。白髪の少年の魔術師。
真名はフランソワ・プレラーティ。彼自身の生前の記憶は最初の処刑をされた時点が最後となっている。生きている自分自身であるフランチェスカと英霊としてのフランソワらの同一人物が同時に存在する事態となっている。土地をも騙すほどの幻術を扱う。自らが語ることによると「愚行」と「狂気」が起源。宝具は固有結界に匹敵するほどの幻術「螺湮城は存在せず、故に世の狂気に果ては無し（グランド・イリュージョン）」。また、ジル・ド・レェの宝具「螺湮城教本（プレラーティーズ・スペルブック）」の本来の持ち主である。

### 魔術協会
ロード・エルメロイII世
声 - 浪川大輔
ロンドンの魔術協会・時計塔の現代魔術学科学部長。フラットの師匠で、30代くらいの男性。時計塔の支配階層であるロードの一人だが、魔術師としての実力より指導者としての実力を高く買われている。口が悪いが面倒見がいいためフラットからは懐かれているが、本人は至って手を焼いており、「プロフェッサー・カリスマ」といったあだ名をつけられている
冬木で行われた第四次聖杯戦争の参加者にして生還者であり、偽りの聖杯戦争の対応についても一役買っている。聖杯戦争への参加を希望するフラットを自身の経験を引き合いに出して諌めたものの結局スノーフィールドに行ってしまったため、自らも赴くつもりであったが、時計塔の反対に遭ったため電話越しにバックアップする。
『Fate/Zero』に登場した魔術師ウェイバー・ベルベットの後身。ロード・エルメロイII世としても、『ロード・エルメロイII世の事件簿』をはじめ複数の作品に登場している。
ランガル
声 - 咲野俊介
魔術協会の老魔術師。時計塔降霊科の学部長代理。人形師として知られ、協会の諜報として活動している一方、自身は工房から一歩も出ない。人形の動作の不自然さを隠すという目的から、主に年老いた男性の外見をした人形を運用する。
偽りの聖杯戦争について調査するため、人形を弟子のファルデウスとともにスノーフィールドに送り込むが、ファルデウスの部隊によって壊されてしまう。その後は既にある人形がファルデウスの影響下に置かれている可能性を懸念して、不本意ながらも急遽制作した人形を代用している。新興国であるアメリカに魔術師の悲願たる聖杯が降霊しようとしていることを好ましく思っていない。
ロッコ・ベルフェバン
時計塔に存在するロードの一人だが、時計塔を空けているユリフィス学部長の代理に過ぎないため、ロードたちの中では肩身の狭い思いをしている。そういった境遇が似ていることもあり、エルメロイII世とは親交がある。いわゆる保守派の魔術師であり、現代文明の新概念や機器ついての知識はほとんど持たない。

### 聖堂教会
ハンザ・セルバンテス
声 - 小西克幸
聖堂教会の第八秘蹟会の一員である30代半ばほどの男性で、右目には派手な設えの眼帯をつけている。ラスベガスにある教会に所属しており、カジノへ入り浸るなど普段の素行はあまりよくない。彼の所属する第八秘蹟会は聖遺物の収集を主とする武闘集団であり、彼自身も「代行者」と呼ばれる荒事に特化した聖職者であり、「カルテット」と呼ばれる4人の若い修道女を引き連れている。養父デルミオの指示で、偽りの聖杯戦争への介入のためスノーフィールドへ赴く。
スペインの山岳地帯の小さな部落の出身だが、死徒によって壊滅させられて孤児になっていたという過去を持つ。20年前にディーロ神父に保護され、後にデルミオの養子となった。その後は任務中の負傷により身体の7割を機械化しており、腕を伸ばしたり、腕の中に榴弾砲を仕込んだりなど人間離れした挙動をとることもある。
デルミオ・セルバンテス
ハンザの養父。ディーロの紹介で孤児だったハンザを引き取り、自身の武術をハンザに伝えた。頼りなさげな風貌で、人と会話する時に目を合わせようとしない癖がある。
ディーロ
20年前に孤児であったハンザを引き取った老神父。心優しい穏やかな人物で、出自から迫害されがちだったハンザに親身に接した。
原作シリーズでは言峰綺礼の後任として仮赴任した神父の名前が「ディーロ」となっているが、後に並行世界上の同一存在だと判明する。

### その他の人物
キシュア・ゼルレッチ・シュバインオーグ
声 - 沢木郁也
西暦以前から活動している最古の魔術師の一人であり、ソロモン王の弟子の一人。第二魔法「万華鏡（カレイドスコープ）」を司る魔法使い。通称・魔導元帥。謎の空間内で、数々の並行世界を俯瞰して偽りの聖杯戦争を観測し、何らかの介入を思案している。
Fateシリーズと設定を共有する『月姫』シリーズ初出のキャラクター。吸血鬼の枢軸・死徒二十七祖の一人にして、世界に5人しかいないという「魔法使い」の一角とされている。
コーバック・アルカトラス
声 - 岸尾だいすけ
死徒二十七祖の一人にして高名な魔術師。古めいたダイヤル式電話機の姿で登場する。偽りの聖杯戦争に少なからぬ関わりを持っているためゼルレッチへ接触し、アヤカ・サジョウの存在を示す。
ゼルレッチと同じく『月姫』シリーズ初出のキャラクター。『まほうつかいの箱』で本格的に登場を果たしている。
シャルル
デュマ（キャスター）が生前に知り合ったフランスの小説家。複数の死徒との交流体験を持っており、吸血鬼というものに並々ならぬ拘りを持っていた。
サンジェルマン
フランチェスカを過去に「ギャフンと言わせた」ことがある人物たちの一人。享楽主義者と評される。
リチャードの過去に当時の時代ではあり得ない自動車に乗って、彼の前に現れ、夢を通してその過去を見ているアヤカに語り掛けたりと尋常でない域にある詐欺師。
フリューガー
魔術使いの傭兵。聖杯戦争に乗じて売り込みをしようとスノーフィールドを訪れていたところ、知己であるエルメロイII世の依頼を受け現地の情報提供を行っている。
Fateシリーズ初登場作品は『ロード・エルメロイII世の事件簿』の「case.剥離城アドラ」で、同じくエルメロイII世と個人的な関わりがある。
鮫（コウ）
椿が投影している夢の中に出現した麗人で、名は「大鮫魚」の意味である。サーヴァントではなく、残響のようなものと自称している。
始皇帝と面識のあるかのような言動を見せ、繰丘夫妻の所持していた「神堕としの弩」をシグマに授けた。
アーテー
ギリシャ神話における狂気と愚行の女神であり、その実態はオリュンポス十二神の艦隊全体の安定性を保つために、あえて不自然な挙動を行わせる補助機構としてのソフトウェアプログラムである。だが十二神が地球に定着することを決めた際にゼウスがもはやその機能は不要と判断し、ソフトウェアとして凍結して艦隊のネットワークから切り離して放逐した。ゼウス達への恨みはなく、人々が自身の愚行を「アーテーのせい」にすることについてもむしろ賞賛しているほか、自分という存在に一切関係なく狂気と愚行を宿した人類の事を純粋に喜んでいた。そして、神々が神霊と化して世界の裏側に行ったであろう後も「自分が人間の中にいる」という点に快哉を叫んでいた。
ヴァレリー・フェルナンド・ヴァンデルシュターム
通称「ヴァン＝フェム」。フラットの知人である上級死徒。
『月姫』シリーズ初出のキャラクター。吸血鬼の枢軸・死徒二十七祖の一人。

## 既刊一覧

### 小説
- 成田良悟（著）・森井しづき（イラスト） 『Fate/strange Fake』 KADOKAWA〈電撃文庫〉、既刊9巻（2024年3月8日現在）
  1. 2015年1月10日初版発行（同日発売[11]）、ISBN 978-4-04-869168-0
  2. 2015年5月9日初版発行（同日発売[12]）、ISBN 978-4-04-865129-5
  3. 2016年5月10日初版発行（同日発売[13]）、ISBN 978-4-04-865763-1
  4. 2017年4月8日初版発行（同日発売[14]）、ISBN 978-4-04-892756-7
  5. 2019年4月10日初版発行（同日発売[15]）、ISBN 978-4-04-893519-7
  6. 2020年1月10日初版発行（同日発売[16]）、ISBN 978-4-04-912956-4
  7. 2022年3月10日初版発行（同日発売[17]）、ISBN 978-4-04-914283-9
  8. 2023年2月10日初版発行（同日発売[18]）、ISBN 978-4-04-914820-6
  9. 2024年3月10日初版発行（2024年3月8日発売[19]）、ISBN 978-4-04-915448-1

### 漫画
- 成田良悟 / TYPE-MOON（原作）・森井しづき（作画） 『Fate/strange Fake』 TYPE-MOON〈TYPE-MOON BOOKS〉、既刊5巻（2022年2月10日現在）
  1. 2015年1月10日発売[注 8]、ISBN 978-4-89610-930-6
  2. 2016年1月14日発売、ISBN 978-4-04-730989-0
  3. 2017年8月23日発売、ISBN 978-4-04-730990-6
  4. 2019年10月4日発売、ISBN 978-4-04-730991-3
  5. 2022年2月10日発売、ISBN 978-4-04-730992-0

## イメージソング
「BELONG」
SawanoHiroyuki[nZk]:Yoshによるイメージソング。作詞はYosh、作曲はHiroyuki Sawano。
原作小説・漫画版のTVCMソング。

## テレビアニメ
スペシャルアニメ『Fate/strange Fake -Whispers of Dawn-』（フェイト ストレンジフェイク ウィスパーズ オブ ドーン）が2023年7月2日にTOKYO MXほかにて放送された。制作発表当初は2022年12月31日の『Fate Project 大晦日TVスペシャル2022』内にて放送予定であったが、制作の都合により放送が延期となり、予定されていた大晦日TVスペシャル内では制作中の最新映像が代わりに放送された。2023年7月1日（日本時間7月2日）にロサンゼルスにて行われたワールドプレミアにて『Fate/strange Fake』がテレビアニメシリーズ化されることが発表された。2025年より放送予定。2024年12月31日放送の『Fate Project 大晦日TVスペシャル2024』では第1話が先行放送された。

### スタッフ
|                               | TVSP                   | TVシリーズ                                 |
| ----------------------------- | ---------------------- | ------------------------------------------ |
| 原作                          | 成田良悟、TYPE-MOON    | 成田良悟、TYPE-MOON                        |
| キャラクター原案              | 森井しづき             | 森井しづき                                 |
| 監督                          | 榎戸駿、坂詰嵩仁       | 榎戸駿、坂詰嵩仁                           |
| シリーズ構成                  | N/A                    | 大東大介                                   |
| 脚本                          | 大東大介               | 大東大介                                   |
| キャラクターデザイン          | 山田有慶               | 山田有慶                                   |
| サブキャラクターデザイン      | N/A                    | 滝山真哲、相音光、浜友里恵、おかざきおか   |
| プロップデザイン              | N/A                    | 田中一真                                   |
| モンスターデザイン            | N/A                    | 楫野裕翔、和田慎平                         |
| イメージボード                | N/A                    | 有原慧悟                                   |
| 宝具演出デザイン              | N/A                    | 伍柏諭                                     |
| 美術監督                      | 竹田悠介、大貫賢太郎   | 清木亜夕                                   |
| 美術ボード                    | N/A                    | 小倉一男                                   |
| 美術設定                      | N/A                    | 成田偉保、板橋紗綾香、杉本あゆみ、新妻雅行 |
| 色彩設計                      | 茂木孝浩               | 茂木孝浩                                   |
| 色彩設計                      | 武田仁基、岡崎菜々子   | N/A                                        |
| CG監督                        | N/A                    | 宮風慎一                                   |
| 2D Works                      | N/A                    | 松田陵平                                   |
| 撮影監督                      | 宮脇洋平               | 宮脇洋平                                   |
| 編集                          | 近藤勇二               | 近藤勇二                                   |
| 音響監督                      | 土屋雅紀               | 土屋雅紀                                   |
| 音響効果                      | 小山恭正               | 小山恭正                                   |
| 音響制作                      | N/A                    | INSPIONエッジ                              |
| 音楽                          | 澤野弘之               | 澤野弘之                                   |
| プロデューサー                | 黒﨑静佳               | 黒﨑静佳                                   |
| プロデューサー                | N/A                    | 長嶺利江子、大和田智之、新倉俊哉           |
| アニメーション プロデューサー | 藤田祥雄               | N/A                                        |
| アニメーション制作            | A-1 Pictures           | A-1 Pictures                               |
| 製作                          | アニプレックス、ノーツ | アニプレックス、ノーツ                     |
| 製作                          | N/A                    | TOKYO MX、BS11、コンテンツシード           |

### 主題歌
「FAKEit」
SawanoHiroyuki[nZk]:Lacoによるスペシャルアニメのテーマソング。作詞はBenjamin+cAnON.、作曲・編曲は澤野弘之。
「BELONG」
SawanoHiroyuki[nZk]:Yoshによる第1話挿入歌・作詞はYosh、作曲・編曲は澤野弘之。

### 各話リスト
| #          | サブタイトル     | 脚本     | 絵コンテ        | 演出            | 作画監督                                                                                                | 総作画監督 | 放送日          |      |      |      |      |      |      |      |      |      |      |      |      |      |      |      |      |      |
| TVSP       | TVSP             | TVSP     | TVSP            | TVSP            | TVSP | TVSP       | TVSP            | TVSP | TVSP | TVSP | TVSP | TVSP | TVSP | TVSP | TVSP | TVSP | TVSP | TVSP | TVSP | TVSP | TVSP | TVSP | TVSP | TVSP |
| ---------- | ---------------- | -------- | --------------- | --------------- | --- | ---------- | --------------- | ---- | ---- | ---- | ---- | ---- | ---- | ---- | ---- | ---- | ---- | ---- | ---- | ---- | ---- | ---- | ---- | ---- |
| TVSP       | Whispers of Dawn | 大東大介 | 榎戸駿 坂詰嵩仁 | 榎戸駿 坂詰嵩仁 | 山田有慶 滝山真哲 浜友里恵 相音光 錦見楽 戸髙真希 佐藤ひかる 三沢聖矢 田中一真 齊藤悠 永野裕大 和田慎平 | 山田有慶   | 2023年 7月2日   |      |      |      |      |      |      |      |      |      |      |      |      |      |      |      |      |      |
| TVシリーズ |                  |          |                 |                 | |            |                 |      |      |      |      |      |      |      |      |      |      |      |      |      |      |      |      |      |
| 第1話      | 英霊事件         | 大東大介 | 榎戸駿          | 榎戸駿          | 浜友里恵 相音光 おかざきおか 曽根拓人 普津澤 時ヱ門 近藤明也圭 伊藤公規 茂木眞一                        | 山田有慶   | 2024年 12月31日 |      |      |      |      |      |      |      |      |      |      |      |      |      |      |      |      |      |

### 放送局
| 放送期間     | 放送時間                     | 放送局       | 対象地域 | 備考   |
| ------------ | ---------------------------- | ------------ | -------- | ------ |
| 2023年7月2日 | 日曜 19:00 - 20:15           | TOKYO MX     | 東京都   |        |
|              |                              | とちぎテレビ | 栃木県   |        |
|              |                              | BS11         | 日本全域 | BS放送 |
| 2023年7月3日 | 月曜 0:30 - 1:45（日曜深夜） | 群馬テレビ   | 群馬県   |        |

| 配信開始日   | 配信時間   | 配信サイト           |
| ------------ | ---------- | -------------------- |
| 2023年7月2日 | 日曜 19:00 | ABEMA ニコニコ生放送 |

| 放送日                                               | 放送時間           | 放送局       | 対象地域 | 備考                           |
| ---------------------------------------------------- | ------------------ | ------------ | -------- | ------------------------------ |
| 2024年12月31日                                       | 火曜 21:30 - 23:54 | TOKYO MX     | 東京都   | 製作局                         |
|                                                      | 火曜 21:30 - 23:55 | 群馬テレビ   | 群馬県   |                                |
|                                                      |                    | とちぎテレビ | 栃木県   |                                |
|                                                      |                    | BS11         | 日本全域 | 製作局 / BS放送 / 『ANIME+』枠 |
| 『Fate Project 大晦日TVスペシャル 2024』内にて放送。 |                    |              |          |                                |